# Mixes (album, Kylie Minogue)
Mixes je album z remixi avstralske pop pevke Kylie Minogue, izdan preko založbe Deconstruction Records 3. avgusta 1998 v Združenem kraljestvu. Na začetku so ga izdali kot posebno izdajo gramofonske plošče, kasneje pa so ga zaradi zahtev oboževalcev izdali tudi v CD formatu. Album Mixes je debitiral na triinšestdesetem mestu britanske glasbene lestvice in še en teden ostal na lestvici, nato pa se uvrstil le še pod prvimi petinsedemdesetimi albumi.

## Seznam pesmi
CD 1
1. »Too Far« (remix Brothers in Rhythm) – 10:21
2. »Too Far« (remix Juniorja Vasqueza) – 11:44
3. »Some Kind of Bliss« (Quivverjem remix) – 8:39
4. »Breathe« (Teejev remix) – 6:59
5. »Breathe« (Sashov klubski remix) – 5:20

CD 2
1. »Breathe« (remix Nalina & Kanea) – 10:11
2. »Did It Again« (remix Trouser Enthusiasts' Goddess of Contortion) – 10:22
3. »Did It Again« (remix Razor'n Go) – 11:21
4. »Too Far« (remix Brothers in Rhythm) – 8:31

Opomba: Pesem »Too Far« (remix Brothers in Rhythm Dub) ni bila vključena na gramofonsko ploščo.